# Flavio Schmid
Flavio Schmid (* 6. Februar 1980) ist ein ehemaliger Schweizer Fussballspieler.

## Karriere
Flavio Schmid spielte von Kindesbeinen an beim FC Aarau. Im Sommer 2000 stiess der rechte Aussenverteidiger zum Profikader des damaligen Schweizer Erstligisten. Im November 2005 verletzte sich Schmid und riss sich das Kreuzband. Dies bedeutete eine lange Auszeit für den Verteidiger, und die Saison war beendet. Nach 6 ½ Jahren verliess er Aarau in der Winterpause 2006/07 und wurde an den Drittligisten FC Baden abgegeben. In Baden traf er auf seinen früheren Teamkameraden Davide Moretto. Nach zwei Jahren beim FCB verliess er den Klub und spielte für den FC Bremgarten, wo er 2009 seine Karriere beendete.